# 펜의 종류, 상표, 제조사 목록
펜은 글씨를 쓰거나 그림을 그리기 위해 보통 종이인 표면에 잉크를 바르는 데 사용되는 휴대용 도구다. 일반적인 용도 외에도 예술창작, 전자제품, 디지털 스캐닝, 우주 비행 , 컴퓨팅과 같은 특정 분야와 환경에서 전문용 펜의 추가 유형이 사용될 수 있다.
다음은 이러한 펜의 종류, 상표 및 제조사 목록이다. 관련 항목도 나열되어 있다.

## 종류
- 액티브펜
- 볼펜
- 카운터펜
- 컴퓨터용 사인펜
- 크레용
- 디코더펜
- 데먼스트레이터펜
- 디지털 펜
- 딥펜
- 플렉스닙스
- 플럭스펜
- 만년필
- 붓펜
- 젤펜
- 마커펜 (펠트펜)
  - 커넥터펜
  - 형광펜
  - 민스트리크
  - 페인트 마커
  - 영구 마커
  - 습식 마커
- 깃펜
- 라스트럼
- 리드펜
  - 칼라모스
  - 칼람
- 롤러볼 펜
- 오구
- 스킨펜
- 우주 펜
- 테크니컬 펜 (로트링 펜)

## 개발자
- 알프레드 던힐
- 조지 새퍼드 파커
- 라슬로 비로
- 루이스 워터맨
- 페트라체 포에나루
- 월터 A. 셰어퍼

## 상표
바로가기:
ㄱ
ㄴ
ㄷ
ㄹ
ㅁ
ㅂ
ㅅ
ㅇ
ㅈ
ㅊ
ㅋ
ㅌ
ㅍ
ㅎ

### ㄱ
- 기타보쉬
- 까렌다쉬

### ㄴ
- 나미키

### ㄷ
- 더웬트 컴벌랜드
- 던힐
- 동아연필
- D. 레오나트
- 디스플레이스투고고

### ㄹ
- 라미
- 라이브스크라이브
- 레이놀즈
- 로트링
- 리브스 앤드 손즈

### ㅁ
- 마패드
- 맥니번 앤드 캐머런
- 모나미
- 몬테그라파
- 몽블랑
- 무인양품

### ㅂ
- 발로그라프
- 베롤
- 비스콘티

### ㅅ
- 사쿠라 크레파스
- 샌퍼드 L.P.
- 샤피
- 세루티티
- 세일러
- 셰퍼
- 슈반스타빌로
- 스테들러
- 스피드볼

### ㅇ
- 아노토
- 야드오레드
- 에딩
- 에셀트
- 에스터브룩
- 오노토 펜스
- 와콤
- 워터맨
- 윈저 & 뉴턴
- 유니볼 (미쯔비시 연필)

### ㅈ
- 제브라
- 조셉 길로츠
- 조시아 메이슨
- 지조

### ㅋ
- 카웨코
- 카터스
- 커티스
- 코이누르 하르트무트
- 캠린
- 코픽
- 콘웨이 스튜어트
- 크레타컬러
- 크로스

### ㅌ
- 톰보

### ㅍ
- 파버카스텔
- 파이롯트
- 파커 펜 컴퍼니
- 페리 & Co.
- 페이퍼 메이트
- 펜텔
- 펠리칸
- 프로스트 앤드 애덤스
- 프로젝트 에덴
- 프리즈마컬러
- 플로마스터

### ㅎ
- 헌트
- 헤를리츠츠
- 히어로
- 힌두스탄 펜슬

### 알파벳
- Bic
- F. 웨버
- OMAS
- S.T. 듀퐁
- UV 마커

## 관련 주제
- 그리즈펜슬
- 문방사우
- 미술 매체 목록
- 볼펜화 (-畵)
- 수정액
- 야타테
- 연필
  - 숯 연필
  - 흑연
  - 샤프 펜슬
- 오일스틱
- 은필
- 잉크브러시
- 잉크 지우개
- 잉크스탠드
- 잉크스톤
- 잉크스틱
- 잉크웰
- 첨필
- 캘리그래피
- 크레용
- 투명 잉크
- 펜돌리기
- 필기구
- 화필